# The Stanford Daily
The Stanford Daily je neodvisni dnevni časopis, ki ga vodijo študenti v imenu Univerze Stanford. Daily se distribuira po kampusu in okoliški skupnosti Palo Alto v Kaliforniji, ZDA. Izhaja od leta 1892 od ustanovitve univerze.
Časopis izhaja med študijskim letom ob delovnikih. Daily vsako leto objavi tudi več posebnih številk: »The Orientation Issue«, »Big Game Issue« in »The Commencement Issue«.

## Zgodovina
Časopis so ustanovili kot majhno študentsko publikacijo z imenom The Daily Palo Alto, ki je služila območju Palo Alto in univerzi. To je »edina novičarska izdaja na Stanfordu, ki neprekinjeno deluje od rojstva univerze.«
V poznih 1960-ih in zgodnjih 1970-ih, ko so študenti vse bolj dvomili v avtoriteto in zagovarjali generacijsko neodvisnost, so administratorji Stanforda postali zaskrbljeni zaradi uredniške odgovornosti časopisa, sta časopis in univerza prekinila vezi. Leta 1973 so študentje ustanovili neprofitno družbo The Stanford Daily Publishing Corporation, ki je upravljala časopis.
Pomemben dogodek, ki je pripeljal do neodvisnosti časopisa, je bila objava mnenj leta 1970 z naslovom »Snitches and Opression«. Avtor prispevka je navedel dve priči protestov, kar je privedlo do njegove aretacije. Predsednik univerze Richard Lyman je prispevek označil za »novinarsko grozodejstvo« in izrazil zaskrbljenost, da bi univerza lahko odgovarjala za vsebino časopisa in za posledice. Jeseni 1970 je časopis tudi napovedal uredniško politiko uničenja neobjavljenih fotografij demonstracij, da jih ne bi mogli uporabiti kot dokaz na sodišču.
Aprila 1971, nekaj več kot leto dni zatem, je politika časopisa privedla do tega, da je šef policije Palo Alto, James Zurcher, začel preiskavo pisarn Dailyja. To se je zgodilo kmalu po tem, ko je policija zasedla stavbo Stanford Hospital, pri čemer so demonstranti nekatere policiste napadli in ranili. Ker so verjeli, da fotografije teh napadov obstajajo v datotekah Dailyja, so detektivi ure in ure preiskovali temnico in mize članov osebja.
Časopis je s pomočjo znanega ustavnega strokovnjaka Anthonyja Amsterdama vložil tožbo zaradi kršitve prvega in četrtega amandmaja k ustavi. Zadeva Zurcher v. Stanford Daily je šla vse do vrhovnega sodišča, ki je razsodilo proti dokumentu, saj je menilo, da lahko država izda nalog za preiskavo in zaseg dokazov od tretje osebe, ki ni osumljenec kaznivega dejanja.
Leta 1991 je prostovoljna skupina študentov ustanovila The Friends of The Stanford Daily Foundation, da bi zagotovila podporo časopisu.
Novinarstvo Stanford Dailyja ima včasih daljnosežne posledice; v zgodnjih 1990-ih je član osebja časopisa Daily, John Wagner, '91, poročal in objavil raziskovalno serijo, ki je razkrila znatno korupcijo pri upravljanju Stanford Bookstore. Glede na članek iz leta 2003 v Stanford Magazine, ki ga je napisala o časopisu Joanie Fischer, so »Vodje neodvisne neprofitne organizacije ustanovili svetovalno podjetje, ki je nato knjigarni dalo v najem počitniški dom in poneverilo sredstva knjigarne za njegovo opremljanje«. 